# Yahya ibn al-Qasim
Yaḥyā III ibn al-Qāsim (in arabo يحيى الثالث بن القاسم‎? ; in berbero ⵢⴰⵃⵢⴰ ⵓ ⵍⵇⵙⵎ ⵓ ⴷⵔⵉⵙ; ... – 904) fu l'ottavo sultano della dinastia sciita degli Idrisidi, regnò sul Maghreb al-Aqsa (l'attuale Marocco).

## Biografia
Era figlio di al-Qāsim ibn Idrīs, quindi nipote di Idrīs II.

Era governatore di Tangeri quando venne chiamato dalla popolazione del quartiere al-Qarawiyyīn di Fez per scacciare il ribelle sufrita ʿAbd al-Razzāq, che aveva sconfitto e costretto alla fuga il sultano ʿAlī II. Yaḥyā III arrivò a Fez, occupando la città e costrinse alla fuga il ribelle, venendo proclamato sultano idriside.
Dopo la salita al trono, dovette combattere i ribelli kharigiti sufriti. In seguito dovette fronteggiare la ribellione di Yaḥyā ibn Idrīs ibn ʿUmar, un nipote di ʿAlī II. Rabīʿ ibn Sulaymān, un generale al servizio di Yaḥyā ibn Idrīs, sconfisse e uccise Yaḥyā III nel 904, permettendo l'ascesa al trono di Yaḥyā ibn Idrīs.